# محطة يورنديجي
محطة يورنديجي هي محطة مترو صينية، من خطي مترو، تخدم منطقة نانجينغ. بدأت بالعمل في 28 مايو 2010.

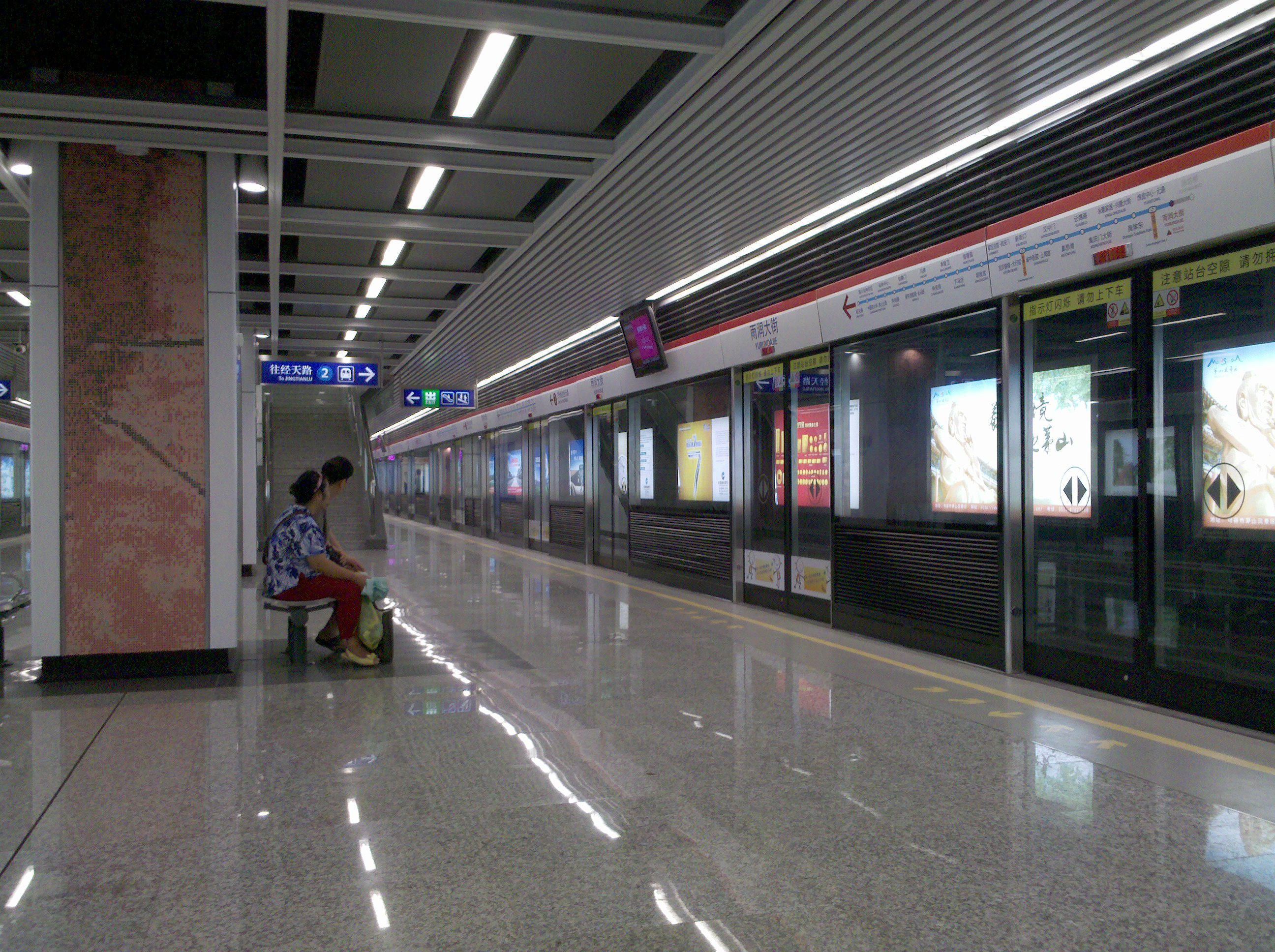
محطة يورنديجي